# Patrice Gergès
Patrice Gergès, né le 7 mars 1966 à Nogent-sur-Marne, est un athlète handisport français, devenu par la suite dirigeant sportif.

## Carrière
Patrice Gergès se retrouve amputé de la main droite en 1968, happé par un hachoir à steak.

### Athlétisme handisport
Patrice Gergès participe aux Jeux paralympiques d'été de 1992 à Barcelone, remportant la médaille d'or du 400 mètres en catégorie TS4, la médaille d'argent du 800 mètres en catégorie TS4, la médaille de bronze du saut en longueur en catégorie J4 et terminant huitième de la finale du 1 500 mètres en catégorie TS4.
Aux Jeux paralympiques d'été de 1996 à Atlanta, il est médaillé de bronze du 400 mètres T42-46 et termine cinquième de la finale du 800 mètres T42-46.

### Direction sportive
Patrice Gergès est nommé Directeur technique national de la Fédération française d'athlétisme en avril 2017, succédant à Ghani Yalouz dont il a été l'adjoint durant quatre ans.
Début décembre 2020, il annonce qu'il quitte ses fonctions à la fin de l'année. Il est remplacé quelques jours plus tard par Anne Barrois-Chombart, qui prend la présidence (par intérim) de la DTN.